# Theodoor van Erp
Theodoor van Erp, né le 26 mars 1874 sur l'île d'Ambon (Indes néerlandaises, aujourd'hui Indonésie) et mort le 7 mai 1958 à Laren en Hollande septentrionale, est un militaire néerlandais mais aussi et surtout graveur, artiste-peintre, dessinateur, archéologue. Il a grandi en Indonésie et y a passé une partie de sa carrière en procédant de grandes restaurations de temples des civilisations hindou-javanaises anciennes. Theodoor van Erp fut le premier restaurateur du temple de Borobudur  en Indonésie entre 1907 et 1911. Pour ce faire, il a mis au point la méthode d'anastylose reprise par la suite par Henri Marchal en 1931 à Prasat Banteay Srei puis sur l'ensemble des temps d'Angkor par lui-même puis ses successeurs de l'Ecole française d'extrême-orient (EFEO).

## Biographie
Theodoor van Erp, né le 26 mars 1874, est le second fils de six ans plus jeune que son frère ainé, de Willem Vitus van Erp, major au KNIL (Armée royale des Indes néerlandaises) et d'Anna Susanna Elizabeth van Swieten. À l'âge de quatre ans, en 1878, Theo est envoyé aux Pays-Bas pour recevoir une éducation néerlandaise. Le voyage en voilier autour du cap a duré 144 jours, et le navire a également été piégé sur un récif dans le détroit de la Sonde pendant six semaines. Theo a passé son enfance loin de ses parents, en partie dans des internats du Brabant septentrional. En 1892, à l'âge de 18 ans il s'engage à la KMA (Koninklijke Militaire Academie)  à Breda.

### Engagement militaire
En 1896, Van Erp se rend aux Indes néerlandaises en tant que sous-lieutenant ingénieur, où il connaît une partie de la guerre d'Aceh. C'est à  cette époque, qu'il réalisa les premiers dessins architecturaux de la Grande Mosquée et du Palais Maimoon à Medan (Sumatra), qui furent ensuite élaborés et complétés au début des années 1900 par Tingdeman. En effet, Van Erp fut ensuite transféré à la ville de garnison de Malang (Java Est), au grade de premier lieutenant du génie. Il contribua également au fort de Cilacap.Le 27 mai 1903, il épousa la fille du major général de l'infanterie Grevers appartenant au KNIL à Batavia.

### La restauration du temple de Borobudur
En 1900, à l'âge de 26 ans, il est nommé à un comité chargé d'étudier les mesures de préservation de Borobudur. C'était le résultat d'une visite de deux officiers du génie, le gouverneur général Willem Rooseboom, ancien général du génie et général-major Alexander Staal - plus tard ministre de la Guerre des Pays-Bas - à Borobudur.

#### Quelle restauration pour le temple de Borobudur?
Le président de ce comité de Borobudur était composé de trois membres, le Dr Brandes, qui était également président du comité des Indes néerlandaises pour la recherche archéologique sur les iles de Java et de Madura à partir de 1901. Un autre membre du comité était van de Kamer, superviseur de 1re classe à la gestion de l'eau qui proposa, en raison de problèmes de drainage, de recouvrir le Borobudur d'une colossale calotte pyramidale en tôle galvanisée sur quarante poteaux de cornières dont les coûts pour cette idée sont élevés. Van Erp et Brandes étaient unanimes pour désapprouver vigoureusement ce plan.
Le président Brandes a soutenu la `` vision et l'approche de Van Erp '' dans le rapport envoyé aux Pays-Bas en 1902. La force motrice derrière le Comité d'assistance pour le projet de Borobudur, formé aux Pays-Bas en 1901, était le Dr Jan Willem IJzerman, le "découvreur" du pied enfoui du Borobudur et le premier président de l'Association archéologique de Yogyakarta (Java) étayer le rapport avec les recommandations des Pays-Bas et d’autres décisions et mesures qui pourraient être prises. Yogyakarta est considéré comme le berceau de la civilisation javanaise que l’islam s’est établi  comme le fut auparavant le bouddhisme et l’hindouisme. Les anciens royaumes indianisés ont laissé les somptueux monuments de Borobudur, de rite bouddhique, et de Prambanan, dédié à Shiva, preuve de leur puissance et leur prospérité. Plus tard, Yogyakarta forma le cœur d’un des plus grands empires du centre de Java : le royaume de Mataram, caractérisé par sa grande résistance à l’influence coloniale hollandaise.

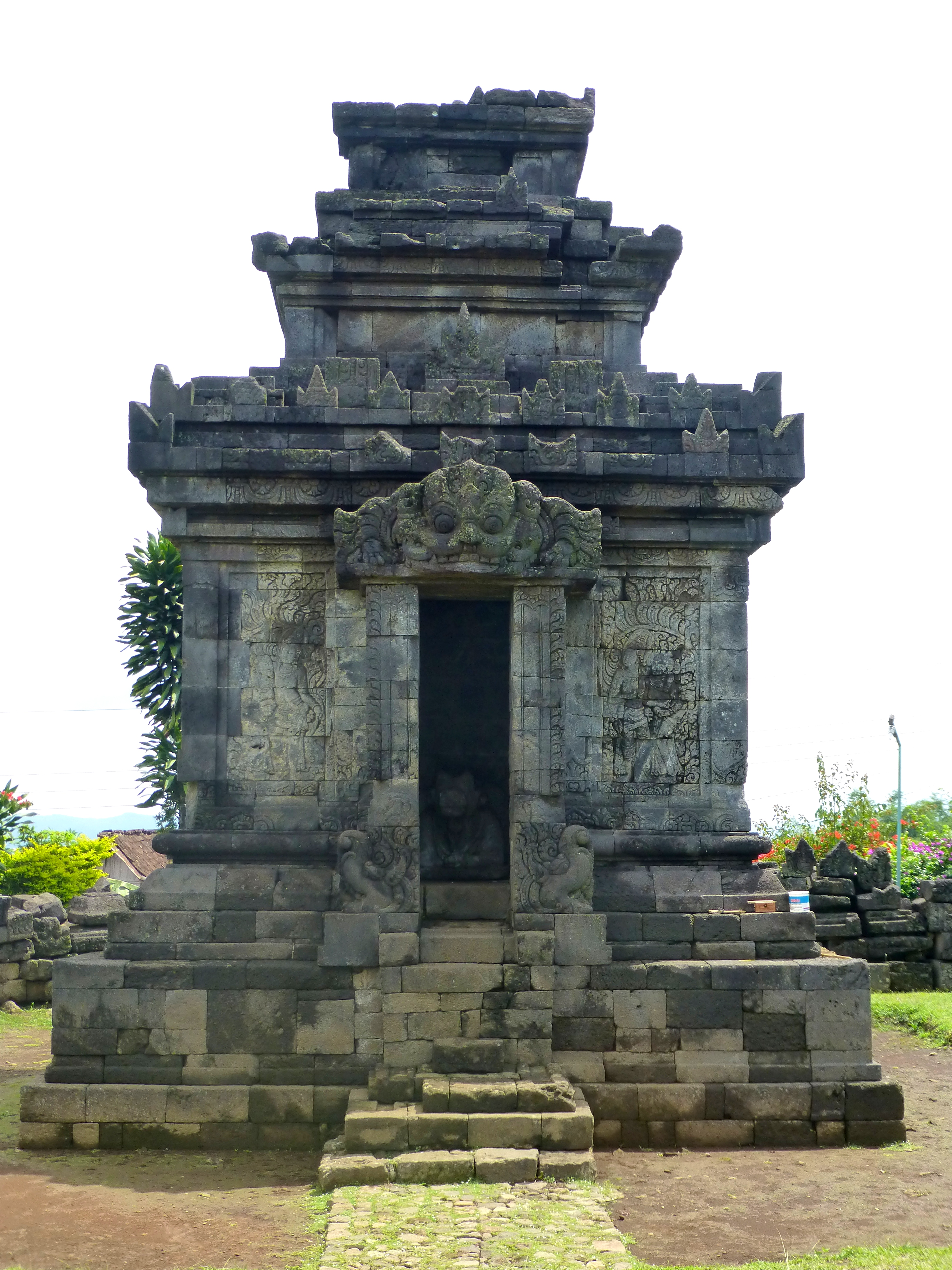
Candi Pringapus - Temple restauré par T. van Erp

Entre-temps, Van Erp a travaillé dans le domaine de l'archéologie dans le centre de Java. Il a restauré les temples hindous de Prambanan, et les temples bouddhiques de Candi Sewu et de Mendut. Il a également travaillé sur les temples de Ngawen, Selgrijo et le Candi Pringapus,.
Theodoor van Erp a également mis un terme à une pratique très contestable mais jusque-là autorisée: celle de prélever simultanément les pierres du temple et les récupérer dans des charrettes afin de faire de trottoirs, de délimitations, de matériaux de construction pour les sucreries et d'autres choses « utiles ».
Après diverses recommandations de suivi, le « plan Van Erp »  a été décidé par décret gouvernemental en 1907. Van Erp a également été chargé de sa mise en œuvre. 

#### Les étapes de la restauration de Borobudur
La première restauration de Borobudur par Van Erp en 1907-1911 visait principalement à empêcher une nouvelle dégradation. Jusqu'à présent, en Indonésie, il existait peu d'expérience de restauration de monuments aussi vastes.
Sous la direction inspirante de Van Erp, avec la coopération de beaucoup d'experts, y compris le photographe qualifié de Vink, et des dessinateurs javanais M Kartodisastro et M Karto mais aussi de nombreux employés locaux, une restauration unique a été réalisée. En avril 1907, Van Erp commença avec NLG 48.800 et commença la reprise qui durera jusqu'en décembre 1911. 10 000 florins sont mis à disposition pour « l'enregistrement photographique général » du Borobudur.

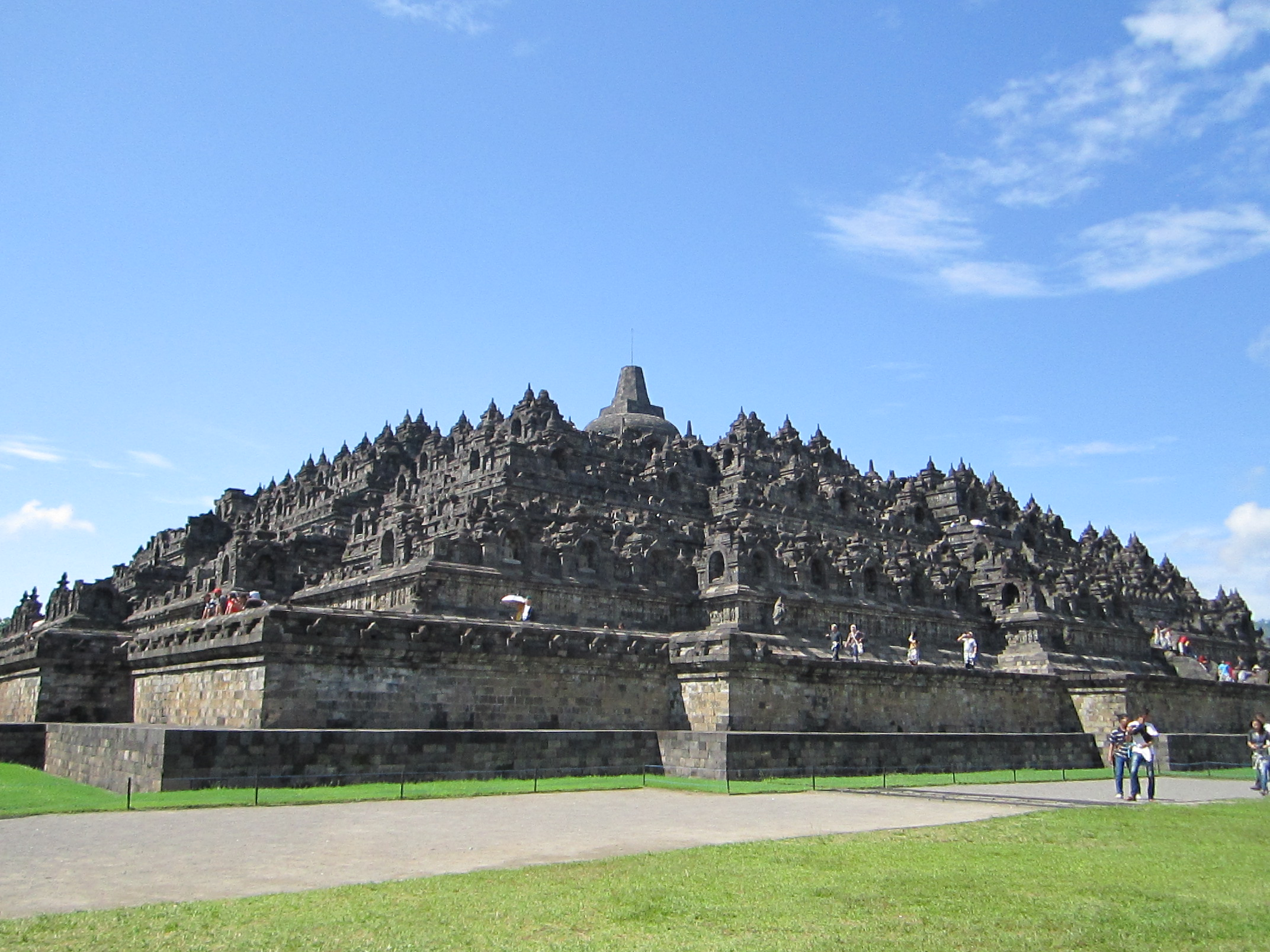
Temple de Borobudur en 2013

En 1908, Van Erp soumit des propositions supplémentaires pour un montant de NLG 34 600. Les plans d'origine visaient « principalement à améliorer le drainage des eaux pluviales et se limitaient d'ailleurs à quelques réparations et restaurations partielles ». Le plateau et la place du temple, qui ont dû être abaissés d'environ 1,30 m, ont été excavés. Cela a été fait de manière très systématique pour l'époque en divisant le carré en carrés de 10 par 10 m et en gardant tout ce qui se trouve dans un tel carré ensemble. La fouille a duré sept mois, mais a également conduit à la récupération et au remplacement partiel de nombreuses pièces importantes: pièces ornementales, notamment têtes de kala monumentales, deux lions et vingt têtes de Bouddha, antfixes.

#### Deuxième restauration
Au cours des travaux, Van Erp est arrivé à la conclusion qu'il fallait encore continuer. Après avoir reçu l'autorisation en 1910 pour les plans supplémentaires soumis en 1908, son objectif est de restaurer le monument dans son état d'origine là où il y eut  ``démantèlement et reconstruction de les terrasses circulaires et les stupas ajourés . La cinquième balustrade a été démolie sur toute sa longueur et reconstruite.
Les photos avant et après la restauration montrent la grande différence. De nombreuses niches pouvaient être reconstruites. Pas tous, car seuls les fragments originaux ont été restaurés. Toutes ces installations ont permis de retrouver l'état originel de Borobudur sous certains angles.

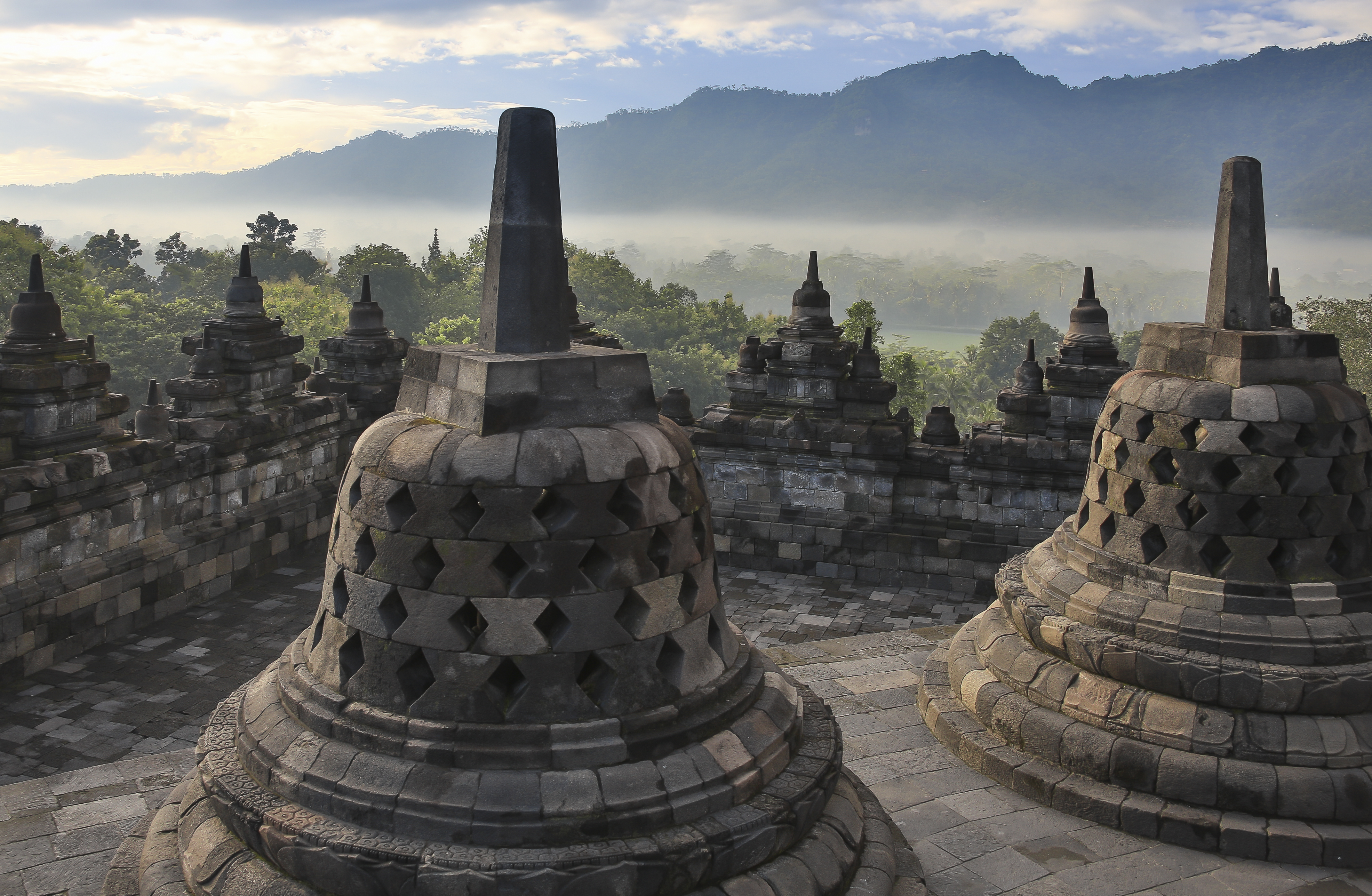
Les stupas Indonésiennes du temple de Borobudur

Après la deuxième restauration, Borobudur est inscrite sur la liste du patrimoine mondial de l'UNESCO depuis 1991.

#### Première Guerre mondiale
Pendant la Première Guerre mondiale, Van Erp, promu officier supérieur, devient commandant de la forteresse Hellevoetsluis de 1914 à 1918, après 16 années tropicales et 2 ans de congé.

#### Nouvelles restaurations à Java et à Bali
En 1925, Van Erp participe à la restauration d'un grand bâtiment javanais ancien et intervient à la suite de graves désaccords sur la manière de procéder à la reconstruction du temple Shivaten à Prambanan. En tant qu'expert, Van Erp fut invité à siéger au comité de restauration pour donner son avis à ce sujet. Il se rend à Java et, après une enquête approfondie sur place, a soumis un long rapport qui a grandement influencé les travaux qui ont depuis conduit à la construction complète de ce temple de Shiva. Ce voyage à Java, qui devait initialement durer six semaines, s'est accompagné d'un autre voyage à Bali.
Le voyage a finalement duré six mois, au cours desquels une grande partie des documents ont été recueillie pour une étude de l'architecture de cette île. Le livre sur l'architecture de Bali n'a jamais été publié en raison des circonstances. À la suite du voyage, cependant, divers articles de Van Erp sur les antiquités récemment découvertes à Bali ont été publiés, y compris les reliefs de Jeh Pulu.

#### Retour aux Pays-Bas
En 1933, à la demande du professeur Johan van Eerde, Van Erp fut temporairement chargé du soin des antiquités hindou-javanaises dans le nouveau bâtiment du Musée national d'ethnologie de Leyde. Il a veillé à ce que les trésors des bâtiments de Rapenburg et Breestraat soient artistiquement rendus accessibles au public, et a également collecté des données sur les anciennes cloches de prière javanaises, les cloches suspendues, les miroirs à main, les bagues et surtout les bols sacrificiels.
Theo van Erp, à la retraite, a consacré sa vie comme une sorte de Privatgelehter (chercheur indépendant) à publier plus de 75 articles sur l'art hindou-javanais et est-asiatique, donnant des conférences, donnant des conseils sur l'art hindou. Travaux de restauration et art javanais, et travaillant sur sa grande monographie: la description architecturale du Barabudur (1931).
De 1918 à 1946, Van Erp a été membre du conseil d'administration de l'Association (royale) des amis de l'art asiatique, 24 ans en tant que vice-président et 4 ans en tant que président pendant la Première Guerre mondiale. Il était membre honoraire de cette association, ainsi que de la Royal Batavian Society of Arts and Sciences et la Eastern Society aux Pays-Bas. Il était membre de la Society of Dutch Literature.
En 1935, Theo van Erp devient un représentant du gouvernement néerlandais pour le 19e Congrès international des orientalistes à Rome. En 1938, il remplace temporairement le Dr W.F. Stutterheim, en congé, à la tête du Service des antiquités des Indes orientales néerlandaises, mais à cette époque Theodoor van Erp doit renoncer à cette fonction pour raisons de santé .

#### Les apports de van Erp
Les idées de Van Erp, qui ont également servi de guide à de nombreux archéologues après lui, ont complètement dévié de ce qui était habituel aux Pays-Bas lors de la restauration de bâtiments anciens. Non seulement pour la finition des sculptures, mais aussi pour la partie architecturale de la restauration.
Le 3 mars 1945, la maison de la famille Van Erp à La Haye est bombardée par les britanniques de Bezuidenhout. Une collection d'œuvres et d'art scientifiques a été détruite.
De 1946 à 1958, Theo van Erp et sa femme ont vécu dans la maison du jardinier. Il reprit avec ferveur ses anciens passe-temps à dessiner et à peindre à Laren. Environ 400 dessins et croquis et d'innombrables peintures ont été publiés de sa main pendant cette période.
Theodoor van Erp meurt le 7 Mai 1958 à Laren dans le Nord des Pays-Pas.

#### Honneurs
En 1937, Theo van Erp est fait chevalier de l'Ordre du Lion des Pays-Bas.
En 1951, pour sa grande contribution à l'art hindou-javanais et d'Asie de l'Est, il a reçu un doctorat honoris causa en littérature et philosophie de l'Université d'Amsterdam le 17 septembre 1951.